# Luděk Bukač
Luděk Bukač, född 4 augusti 1935 i Ústí nad Labem i Tjeckoslovakien, död 20 april 2019, var en tjeckoslovakisk, sedermera tjeckisk, ishockeyspelare och ishockeytränare. Han spelade 14 säsonger och på 330 matcher i tjeckoslovakiska ligan gjorde han 153 mål för Motorlet Prag, HC Sparta Prag och HC Dukla Jihlava. Han spelade också för tjeckoslovakiska landslaget vid två världsmästerskap, och tog silver 1961 och brons 1963). Totalt gjorde han 11 mål på 30 landskamper.
1967 inledde han sin tränarkarriär, vilken började i HC Sparta Prag. Han tränade sedan VSŽ Košice och Motor České Budějovice. Från 1979 blev han tränare för tjeckoslovakiska landslaget, och blev med dem världsmästare 1985 i Prag. 1991 blev han landslagstränare för Österrike. 1992 blev han tränare för tyska landslaget som slutade på sjätte plats vid 1992 års olympiska turnering i Albertville. 1994 blev han landslagstränare för Tjeckien, med vilka han blev världsmästare 1996 i Prag. 2007 valdes han in i IIHF Hall of Fame.

### Fotnoter
1. ↑  Zemřel Luděk Bukač, trenér hokejových mistrů světa Arkiverad 21 april 2019 hämtat från the Wayback Machine. (tjeckiska)
2. ↑  ”Luděk Bukač” (på engelska). Eliteprospects. http://www.eliteprospects.com/player.php?player=206840. Läst 1 januari 2016.